# Бігарські мови
Біга́рські мови, біга́рі — підгрупа східних індоарійських мов, поширених переважно в штаті Бігар та прилеглих штатах Індії. Головними серед них є боджпурська, маґадська та майтильська. Боджпурська і майтильська мови також поширені на півдні Непалу, в цій країні їх носії складають близько 20 % населення. Проте в Індії, незважаючи на велике число носіїв, мови групи офіційно не визнаються та, починаючи з перепису 1961 року, розглядаються як діалекти гінді. Навіть в Біхарі, де цими мовами розмовляє переважна більшість населення, урядові та освітні установи змушені користуватися стандартним гінді.
За переписом населення Індії 2001 року чисельність носіїв бігарських мов була такою:
| мова         | англійська назва | кількість носіїв |
| ------------ | ---------------- | ---------------- |
| боджпурі     | Bhojpuri         | 33 099 497       |
| маґаді       | Magadhi/ Magahi  | 13 978 565       |
| майтилі      | Maithili         | 12 178 673       |
| хорта        | Khortha/ Khotta  | 4 725 927        |
| садрі        | Sadan/ Sadri     | 2 044 776        |
| наґпурія     | Nagpuria         | 1 242 586        |
| сурджапурі   | Surjapuri        | 1 217 019        |
| курмалі      | Kurmali Thar     | 425 920          |
| панчпарґанія | Panch Pargania   | 193 769          |